# جورج ترنر

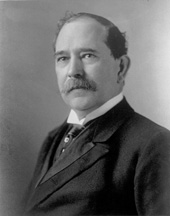
جورج ترنر، سناتورآمریکایی - ۱۹۰۰

جورج ترنر (به انگلیسی: George Turner) سناتور سابق عضو حزب دموکرات ایالات متحده آمریکا بود. وی در سال ۱۸۹۷ تا ۱۹۰۳ میلادی سناتور ایالت واشینگتن در سنای ایالات متحده آمریکا بود.